# Yeşilyurt, Tekkeköy
Yeşilyurt là một xã thuộc quận Tekkeköy, tỉnh Samsun, Thổ Nhĩ Kỳ. Dân số thời điểm năm 2010 là 351 người.